# Katharine Hepburn
Katharine Houghton Hepburn (Hartford, 12 de maio de 1907 — Fenwick, 29 de junho de 2003) foi uma atriz estadunidense. A carreira de Hepburn em Hollywood durou mais de 60 anos. Ela era conhecida por sua independência obstinada, personalidade espirituosa e franqueza, cultivando uma personalidade de tela que combinava com essa imagem pública, o que a fez interpretar regularmente mulheres sofisticadas e com muita força de vontade. Seu trabalho foi em uma variedade de gêneros, indo da comédia ao drama literário, o que lhe rendeu vários feitos, incluindo quatro prêmios Oscar (todos de melhor atriz – mais do que qualquer outro artista), um Emmy e indicações para um Grammy e dois Prêmios Tony; o que a torna uma das poucas artistas a receber indicações para todos os quatro principais prêmios de entretenimento. Em 1999, Hepburn foi eleita pelo Instituto Americano de Cinema como a maior estrela feminina do cinema clássico de todos os tempos.
Criada em Connecticut por pais ricos e progressistas, Hepburn começou a atuar enquanto estudava na Bryn Mawr College. Depois de quatro anos no teatro, críticas favoráveis a seu trabalho na Broadway trouxeram-lhe a atenção de Hollywood. Seus primeiros anos na indústria cinematográfica foram marcados por sucessos, incluindo um Oscar por sua atuação em "Manhã de Glória" (1933), mas foi seguido por uma série de fracassos comerciais que culminaram no fracasso de bilheteria elogiado pela crítica "Levada da Breca" (1938). Hepburn planejou seu próprio retorno, comprando seu contrato com a RKO Radio Pictures e adquirindo os direitos do filme "Núpcias de Escândalo", que vendeu com a condição de ser a estrela principal. A produção foi um sucesso de bilheteria e lhe rendeu uma terceira indicação ao Oscar. Na década de 1940, foi contratada pela Metro-Goldwyn-Mayer, onde sua carreira se concentrou em uma aliança com Spencer Tracy, que durou 26 anos e nove filmes, e se estendeu a um caso fora das telas. 
Hepburn se desafiou em sua carreira, ao participar de produções teatrais shakespearianas e uma série de papéis literários. Ela encontrou um nicho interpretando solteironas de meia-idade, como em "Uma Aventura na África" (1951), ao lado de Humphrey Bogart, uma persona que o público abraçou. Hepburn ganhou mais três Oscars por seus trabalhos em "Adivinhe Quem Vem Para Jantar" (1967), "O Leão no Inverno" (1968) e "Num Lago Dourado" (1981). Henry Fonda ganhou seu único Oscar de melhor ator trabalhando com Hepburn em "On Golden Pond", assim como James Stewart em "The Philadelphia Story", e Bogart em "The African Queen". Na década de 1970, começou a aparecer em telefilmes, que mais tarde se tornaram seu foco principal. Fez sua última aparição nas telas aos 87 anos. Após um período de inatividade e problemas de saúde, Hepburn morreu em 2003, aos 96 anos. 
Hepburn evitou a publicidade de Hollywood e se recusou a se adequar às expectativas da sociedade em relação às mulheres, usando calças antes de estarem presentes na moda feminina. Ela foi brevemente casada quando jovem, mas depois disso viveu de forma independente. Com seu estilo de vida não convencional e personagens independentes a quem deu vida nas telas, Hepburn personificou a "mulher moderna" nos Estados Unidos do século 20, e é lembrada como uma importante figura cultural.

## Início da vida e educação

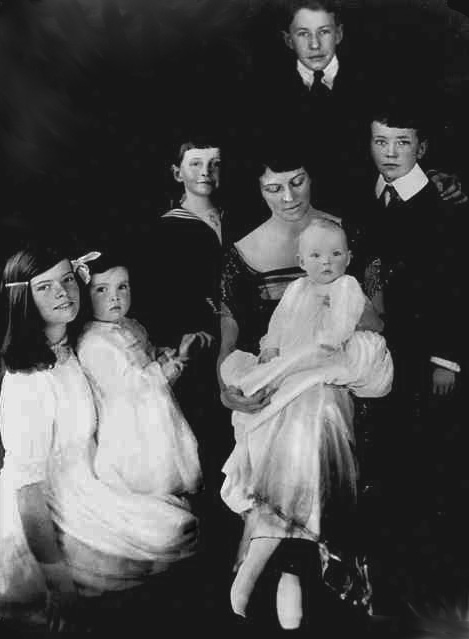
Da esquerda para a direita: Katharine, Marion, Robert, Thomas e Richard. Sua mãe, Katharine Martha, está sentada no centro com a filha Margaret (1921).

Katharine Houghton Hepburn nasceu em Hartford, Connecticut, em 12 de maio de 1907, a segunda de seis filhos. Seus pais eram Thomas Norval Hepburn (1879–1962), um urologista do Hospital Hartford, e Katharine Martha Houghton Hepburn (1878–1951), uma ativista feminista. Quando era criança, a mãe de Hepburn entrou em vários protestos a favor dos "votos das mulheres". Ambos os pais lutaram pela mudança social nos EUA: Thomas Hepburn ajudou a estabelecer a Associação de Higiene Social da Nova Inglaterra, que educava o público sobre doenças venéreas, enquanto Katharine Martha chefiava a Associação de Sufrágio Feminino de Connecticut, e mais tarde fazia campanha pelo controle de natalidade ao lado de Margaret Sanger. As crianças Hepburn foram criadas para exercer suas liberdades de expressão, e encorajadas a pensar e debater sobre qualquer assunto que desejassem. Seus pais foram criticados pela comunidade por suas visões progressistas, o que estimulou Hepburn a lutar contra as barreiras que encontrou. Hepburn disse que percebeu desde jovem que era o produto de "dois pais muito notáveis", e se creditou como "enormemente sortuda" por sua educação fornecer a base para seu sucesso. Ela permaneceu perto de sua família ao longo de sua vida.
A jovem Hepburn era uma garota considerada muito masculina, que gostava de ser chamada de Jimmy e de ter seu cabelo bem curto. Thomas Hepburn gostava que seus filhos usassem suas mentes e corpos até o limite e os ensinou a nadar, correr, mergulhar, cavalgar, lutar, e jogar golfe e tênis. O golfe tornou-se uma paixão de Hepburn; teve aulas diárias e tornou-se muito hábil, chegando à semifinal do Campeonato de Golfe Feminino de Connecticut. Ela amava nadar no Estuário de Long Island, e tomava banhos gelados todas as manhãs na crença de que "quanto mais amargo o remédio, melhor era para você". Hepburn era fã de filmes desde jovem e costumava ver um todo sábado à noite. Ela fazia peças e se apresentava para seus vizinhos com seus amigos e irmãos, vendendo o ingresso por 50 centavos, a fim de arrecadar dinheiro para os Navajos.

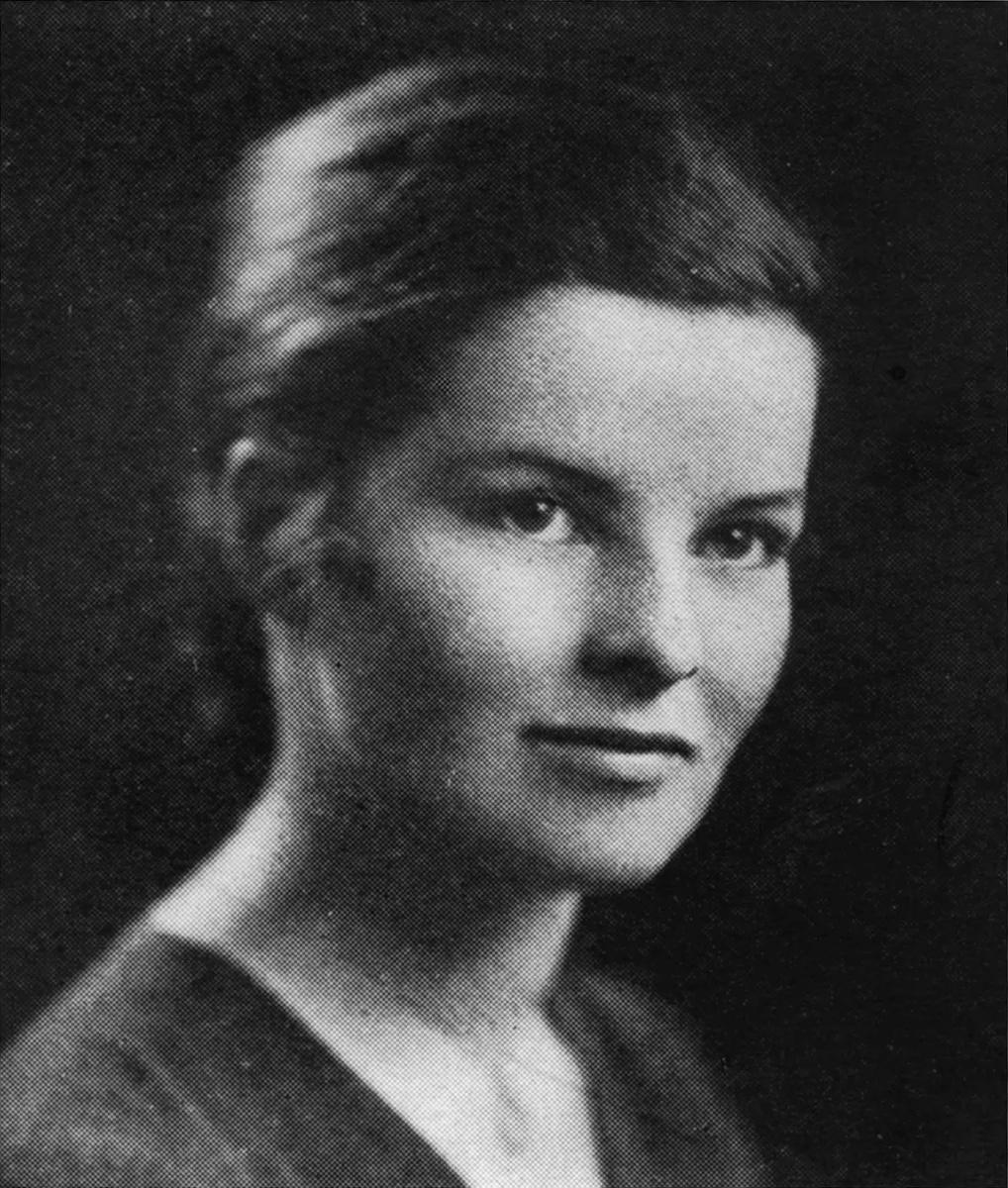
Foto do anuário de Hepburn, Bryn Mawr College (1928).

Em março de 1921, Hepburn, de 13 anos, e seu irmão de 15 anos, Tom, estavam visitando Nova Iorque, ficando com uma amiga de sua mãe em Greenwich Village durante as férias de Páscoa. Em 30 de março, Hepburn descobriu o corpo de seu adorado irmão mais velho morto por um aparente suicídio. Ele havia amarrado uma cortina em torno de uma viga e se enforcado. A família Hepburn negou o suicídio e afirmou que a morte de Tom ocorreu por causa de um experimento que deu errado. O incidente deixou a adolescente Hepburn nervosa, mal-humorada, muito temperamental e desconfiada das pessoas. Ela se esquivou de outras crianças, abandonou a Escola de Oxford e recebeu aulas particulares. Por muitos anos, usou o aniversário de Tom (8 de novembro) como sendo o seu. Não foi até sua autobiografia de 1991, "Me: Stories of My Life", que Hepburn revelou sua verdadeira data de nascimento.
Em 1924, Hepburn foi admitida no Bryn Mawr College. Ela inicialmente concordou em frequentar a instituição para satisfazer sua mãe, que havia estudado lá, mas acabou achando a experiência gratificante. Era a primeira vez que estudava em uma escola depois de vários anos, o que a fez se sentir constrangida e desconfortável com seus colegas de classe. Ela lutou contra as exigências escolares do ensino universitário e uma vez foi suspensa por fumar em seu quarto. Hepburn se sentiu atraída pela atuação, mas os papéis das peças da faculdade eram condicionados a quem tinha boas notas. Uma vez que seu rendimento melhorou, ela começou a se apresentar regularmente. Hepburn desempenhou o papel principal em uma produção de "The Woman in the Moon" em seu último ano, e a resposta positiva que recebeu cimentou seus planos de seguir uma carreira teatral. Ela se formou em história e filosofia em junho de 1928.

## Carreira

### Iniciando no teatro (1928–1932)
Hepburn deixou a universidade determinada a se tornar atriz. Um dia depois de ter se formado, viajou para Baltimore para conhecer Edwin H. Knopf, que dirigia uma bem-sucedida companhia de teatro. Impressionado com sua força de vontade, Knopf escalou Hepburn em sua produção atual, "The Czarina" ("A Czarina"). Ela recebeu boas críticas por seu pequeno papel, e a Printed Word descreveu seu desempenho como "atrativo". Recebeu o papel no show da semana seguinte, mas sua segunda apresentação foi menos bem recebida. Foi criticada por sua voz estridente, e então deixou Baltimore para estudar com um professor de voz em Nova Iorque.

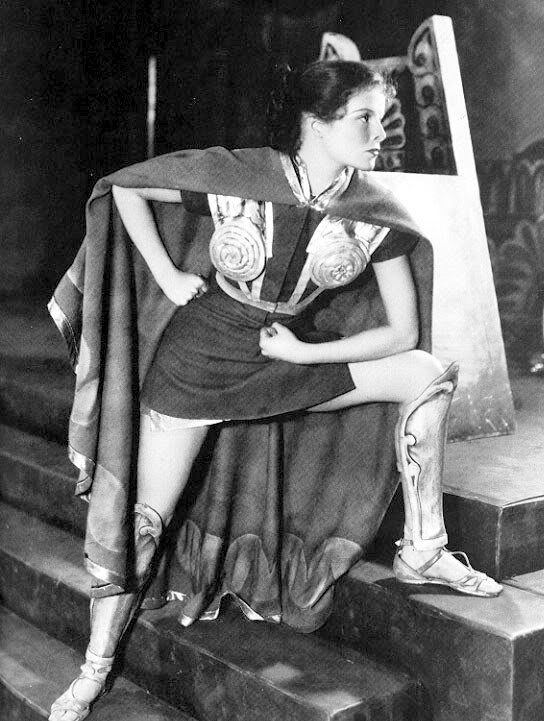
Hepburn no papel que chamou a atenção de Hollywood, "The Warrior's Husband" (1932).

Knopf decidiu produzir "Um Romance em Veneza" em Nova Iorque, e escalou Hepburn como substituta da protagonista. Uma semana antes das apresentações começarem, a protagonista foi demitida e Katharine a substituiu, o que lhe deu um papel principal apenas quatro semanas depois do início de sua carreira no teatro. Na noite de estreia, Hepburn chegou tarde, misturou suas falas, tropeçou e falou rápido demais para ser compreendida. Ela foi imediatamente demitida e a protagonista original foi recontratada. Implacável, Hepburn juntou forças com o produtor Arthur Hopkins e aceitou o papel de uma colegial em "These Days". Sua estreia na Broadway aconteceu em 12 de novembro de 1928, no Teatro Cort, mas as críticas ao show foram ruins, e ele foi encerrado depois de oito noites. Hopkins prontamente contratou Hepburn como a substituta da atriz principal em "Holiday", peça de Philip Barry. No início de dezembro, depois de apenas duas semanas, ela desistiu de se casar com Ludlow Ogden Smith, um conhecido da faculdade. Hepburn planejava deixar o teatro para trás, mas começou a sentir falta do trabalho e rapidamente retomou o papel de substituta em "Holiday", que ocupou por seis meses.
Em 1929, Hepburn recusou um papel do Teatro Guild para interpretar a protagonista em "Uma Sombra Que Passa". Ela sentiu que o papel era perfeito, mas novamente foi demitida. Voltou para o Guild e assumiu o papel de substituta em "A Month in the Country" por um salário-mínimo. Na primavera de 1930, Hepburn se juntou à companhia de teatro Berkshire Playhouse em Stockbridge, Massachusetts. Ela saiu da produção no meio da temporada de verão e continuou estudando com um professor de teatro. No início de 1931, foi escalada para a produção da Broadway de "Art and Mrs. Bottle". Foi dispensada do papel depois que o roteirista não gostou dela, dizendo: "Ela parece assustadora, seus modos são censuráveis e ela não tem talento", mas Hepburn foi recontratada quando nenhuma outra atriz pôde ser encontrada. Passou a ser um pequeno sucesso depois de algumas apresentações.
Hepburn apareceu em várias peças em Ivoryton, Connecticut, e provou saber fazer sucesso. Durante o verão de 1931, Philip Barry pediu para ela aparecer em sua nova peça, "The Animal Kingdom", ao lado de Leslie Howard. Eles começaram os ensaios em novembro. Hepburn tinha certeza de que o papel faria dela uma estrela, mas Howard não gostou de sua forma de atuação, o que a fez ser demitida. Quando perguntou a Barry por que ela havia sido dispensada, ele respondeu: "Bem, para ser brutalmente franco, você não foi muito boa". Isso inquietou a autoconfiante Hepburn, mesmo com ela continuando a procurar trabalho  Ela assumiu um pequeno papel em sua próxima peça, mas quando os ensaios começaram, foi convidada a atuar como a protagonista na fábula grega "The Warrior's Husband" ("O Marido da Guerreira").
"The Warrior's Husband" provou ser a melhor performance de Hepburn até aquele momento. O biógrafo Charles Higham afirma que o papel era ideal para a atriz, exigindo uma energia agressiva e atletismo, e ela se envolveu com entusiasmo na produção. A peça estreou em 11 de março de 1932 no Teatro Morosco, na Broadway. A cena inicial de Hepburn exigiu que ela saltasse por uma escada estreita com um veado sobre o ombro, vestindo uma túnica prateada curta. O show durou três meses, e Hepburn recebeu críticas positivas. Richard Garland do New York World-Telegram escreveu: "Faz muitas noites desde que uma performance tão brilhante iluminou a cena da Broadway".

### Sucesso em Hollywood (1932–1934)

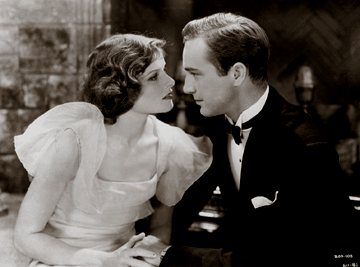
A primeira aparição de Hepburn no cinema foi no melodrama "Vítimas do Divórcio" (1932). Os críticos elogiaram seu desempenho, o que a tornou numa estrela instantaneamente.

Um olheiro do agente Leland Hayward, de Hollywood, viu a performance de Hepburn em "The Warrior's Husband" e pediu que ela fizesse um teste para o papel de Sydney Fairfield em "Vítimas do Divórcio", o próximo filme da RKO Pictures. O diretor George Cukor ficou impressionado com o que viu: "Havia essa criatura estranha", lembrou ele, "ela era diferente de todas que eu já tinha ouvido". Ele gostou particularmente da maneira como ela pegou um copo: "Achei que ela era muito talentosa nessa ação". Oferecendo o papel, Hepburn exigiu US$ 1 500 por semana, uma grande quantia para uma atriz desconhecida. Cukor encorajou o estúdio a aceitar suas exigências e eles assinaram com Hepburn um contrato temporário, com uma garantia de três semanas. O chefe da RKO, David O. Selznick, contou que acatou uma "tremenda chance" ao escalar a atriz.
Hepburn chegou à Califórnia em julho de 1932, aos 25 anos. Ela estrelou "A Bill of Divorcement" ao lado de John Barrymore, mas não mostrou nenhum sinal de intimidação. Embora tenha lutado para se adaptar à natureza da atuação cinematográfica, Hepburn ficou fascinada pela indústria desde o princípio. A produção foi um sucesso e Hepburn recebeu críticas positivas. Mordaunt Hall do The New York Times chamou sua performance de "excepcionalmente boa ... A caracterização da senhorita Hepburn é uma das melhores vistas na tela". Uma crítica da "Variety" declarou: "O destaque aqui é a impressão esmagadora feita por Katharine Hepburn em sua primeira atribuição nos filmes. Ela tem algo vital que a diferencia da galáxia dos filmes". Com a força de "A Bill of Divorcement", RKO assinou com ela um contrato de longo prazo. George Cukor tornou-se um amigo e colega para toda a vida – ele e Hepburn fizeram dez filmes juntos.

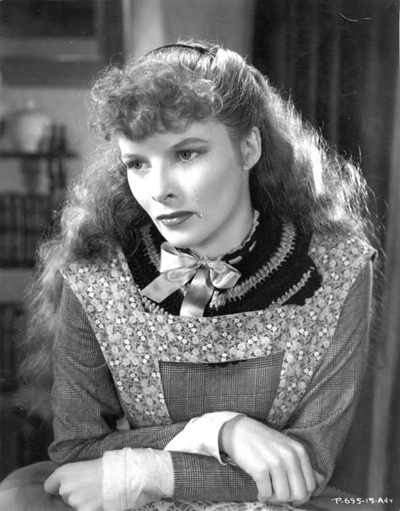
Hepburn como Jo March em "As Quatro Irmãs" (1933), que foi um dos filmes mais populares da época.

O segundo filme de Hepburn foi "Assim Amam as Mulheres" (1933), a história de uma aviadora e seu caso com um homem casado. A produção não teve sucesso comercial, mas as críticas de Hepburn foram boas. Regina Crewe escreveu no Journal-American que, embora seus maneirismos fossem irritantes, "eles chamam a atenção e fascinam o público. Ela é uma personalidade distinta, definida e positiva". O terceiro filme de Hepburn a confirmou como uma grande atriz em Hollywood. Por interpretar a aspirante a atriz Eva Lovelace — um papel primeiramente destinado a Constance Bennett — em "Manhã de Glória", ela ganhou um Oscar de melhor atriz. Ela tinha visto o roteiro na mesa do produtor Pandro S. Berman e, convencida de que havia nascida para o papel, insistiu que fosse dela. Hepburn optou por não comparecer à cerimônia de premiação – como não faria durante sua carreira – mas ficou emocionada com a vitória. Seu sucesso continuou com o papel de Jo no filme "As Quatro Irmãs" (1933). A produção foi um sucesso, um dos maiores sucessos da indústria cinematográfica até hoje, e Hepburn ganhou o prêmio de melhor atriz no Festival de Veneza. "Little Women" era um dos favoritos pessoais de Hepburn e ela estava orgulhosa de seu desempenho, dizendo mais tarde: "Eu desafio qualquer uma a ser tão boa [como Jo] quanto eu".
No final de 1933, Hepburn era uma respeitada atriz de cinema, mas ansiava por provar seu valor na Broadway. Jed Harris, um dos produtores de teatro de maior sucesso da década de 1920, estava passando por um declínio em sua carreira. Ele pediu a Hepburn para aparecer na peça "The Lake", que ela concordou em fazer por um salário baixo. Antes de ser dispensada, a RKO pediu que filmasse "Mística" (1934). O papel de Hepburn no filme foi Trigger Hicks, uma garota leiga das montanhas. Embora tenha se saído bem nas bilheterias, "Spitfire" é amplamente considerado um dos piores filmes de Hepburn, recebendo críticas ruins pelo esforço. Hepburn manteve uma foto de si mesma como Hicks em seu quarto ao longo de sua vida para "[manter-me] humilde".
A peça "The Lake" foi anunciada em Washington, D.C., onde houve uma grande venda antecipada. A má direção de Harris corroeu a confiança de Hepburn, o que a fez lutar com seu desempenho. Apesar disso, Harris mudou a peça para Nova Iorque sem mais ensaios. Foi inaugurado no Teatro Al Hirschfeld em 26 de dezembro de 1933, e Hepburn foi duramente criticada pelos críticos especializados. Dorothy Parker brincou: "Ela percorre toda a gama de emoções, de A a B". Já vinculada a um contrato de dez semanas, ela teve que suportar o constrangimento das vendas de bilheteria declinando rapidamente. Harris decidiu levar o show para Chicago, dizendo a Hepburn: "Minha querida, o único interesse que tenho em você é o dinheiro que posso ganhar ao seu lado". Hepburn não queria continuar em um show fracassado, então pagou a Harris US$ 14 000, a maior parte de suas economias, para encerrar a produção. Mais tarde, ela se referiu a Harris como "de longe a pessoa mais diabólica que já conheci", e afirmou que essa experiência foi importante para ensiná-la a assumir a responsabilidade por sua carreira.

### Contratempos na carreira (1934–1938)

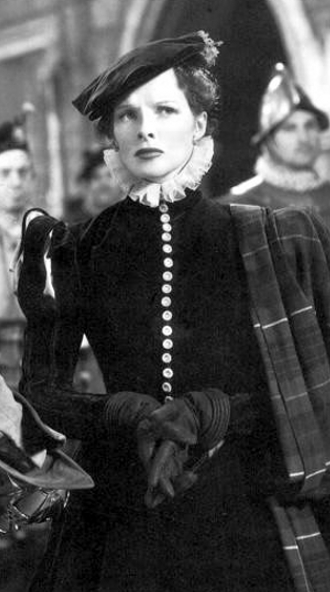
Hepburn em "Maria Stuart, Rainha da Escócia" (1936), o primeiro de uma série de filmes mal-sucedidos que Hepburn fez neste período.

Após o fracasso de "Spitfire" e "The Lake", RKO escalou Hepburn para "Sangue Cigano" (1934), baseado em um romance vitoriano de J. M. Barrie, na tentativa de repetir o sucesso de "Little Women". Não houve tal recorrência, e a produção foi um fracasso comercial. O drama romântico "Corações em Ruínas" (1935), com Charles Boyer, também foi mal-recebido e perdeu dinheiro. Depois de três filmes esquecíveis, o sucesso voltou a Hepburn com "A Mulher Que Soube Amar" (1935), a história do desespero de uma garota para subir socialmente. Hepburn adorou o livro e ficou encantada com a oferta do papel. O filme foi um sucesso e se tornou um dos favoritos de Hepburn, dando à atriz sua segunda indicação ao Oscar. Hepburn recebeu a segunda maior votação, depois da vencedora Bette Davis.
Dada a escolha de seu próximo longa, Hepburn decidiu estrelar o novo projeto de George Cukor, "Vivendo em Dúvida" (1935), que a uniu pela primeira vez com Cary Grant. Seu cabelo foi cortado curto para o papel, pois seu personagem se disfarça de menino durante grande parte do filme. Os críticos não gostaram de "Sylvia Scarlett" e a produção foi impopular com o público. Em seguida, interpretou Maria Stuart da Escócia em "Maria Stuart, Rainha da Escócia" (1936), de John Ford, que obteve uma recepção igualmente ruim. Em seguida estrelou "Liberta-te Mulher!" (1936), um drama da era vitoriana onde a personagem de Hepburn desafiou a convenção por ter um filho fora do casamento. "A Rua da Vaidade" (1937) também teve um cenário de época, desta vez numa comédia. Nenhum dos filmes foi muito popular com o público, o que significava que ela havia feito quatro filmes seguidos sem sucesso e sem o retorno financeiro esperado.
Ao lado de uma série de filmes impopulares, surgiram problemas com a atitude de Hepburn. Ela tinha um relacionamento difícil com a imprensa, com quem costumava ser rude e provocadora. Quando perguntada se tinha filhos, respondeu: "Sim, eu tenho cinco: dois brancos e três de cor". Hepburn não dava entrevistas e negava pedidos de autógrafos, o que lhe rendeu o apelido de "Katharine da Arrogância". O público também ficou perplexo com seu comportamento infantil e escolhas de moda, o que a tornou uma figura amplamente impopular. Hepburn sentiu que precisava deixar Hollywood, então voltou para o leste para estrelar uma adaptação teatral de "Jane Eyre". Teve uma turnê de sucesso, mas, incerta sobre o roteiro e relutante em arriscar o fracasso após o desastre de "The Lake", Hepburn decidiu não levar o show para a Broadway. No final de 1936, Hepburn disputou o papel de Scarlett O'Hara em "…E o Vento Levou". O produtor David O. Selznick se recusou a oferecer o papel a ela porque a achava desprovida de apelo sexual. Ele teria dito a Hepburn: "Não consigo ver Rhett Butler perseguindo você por doze anos".

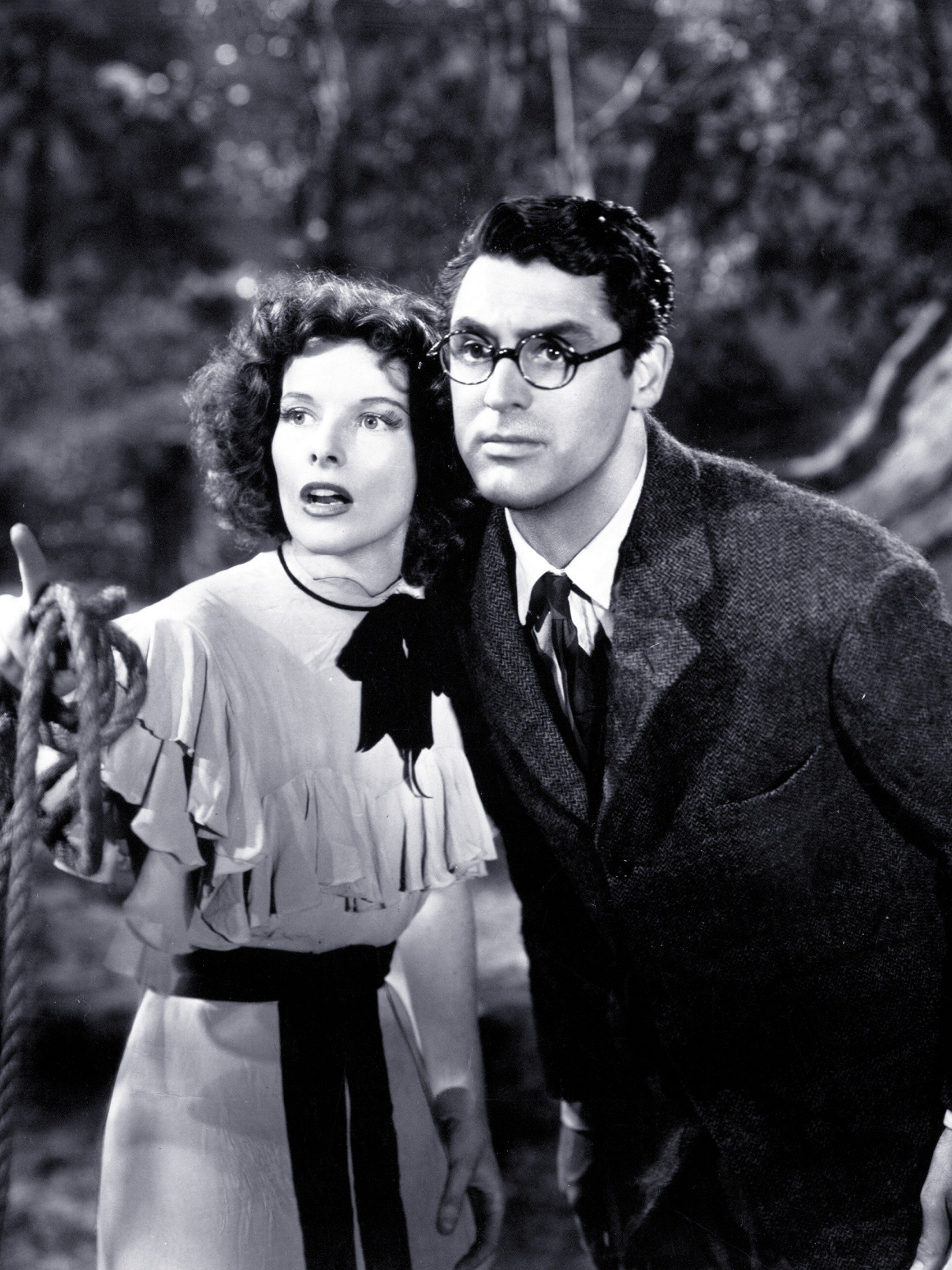
Hepburn e Cary Grant em "Levada da Breca" (1938), que fracassou no lançamento, mas desde então se tornou conhecido como uma comédia maluca clássica.

O próximo longa de Hepburn, "No Teatro da Vida" (1937), a uniu com Ginger Rogers em um papel que espelhava sua própria vida – o de uma socialite tentando se tornar atriz. Hepburn foi elogiada por seu trabalho nas primeiras prévias, o que lhe deu um faturamento superior ao de Rogers. O filme foi indicado ao Oscar de melhor filme, mas não foi o sucesso de bilheteria que a RKO esperava. Especialistas da indústria culparam Hepburn pelo pequeno lucro, mas o estúdio continuou seu compromisso de ressuscitar sua popularidade. Ela foi escalada para "Levada da Breca" (1938), uma comédia maluca de Howard Hawks, onde interpretou uma herdeira volúvel que perde um leopardo vindo do Brasil enquanto tenta cortejar um paleontólogo (Cary Grant). Ela abordou a comédia física do filme com confiança, e recebeu dicas sobre o timing ideal para piadas de sua co-estrela Walter Catlett. "Bringing Up Baby" foi aclamado pela crítica, mas não teve sucesso nas bilheterias. Com o gênero e Grant extremamente populares na época, o biógrafo A. Scott Berg acreditava que a culpa era da rejeição de Hepburn pelos espectadores.
Após o lançamento de "Bringing Up Baby", o Independent Theatre Owners of America incluiu Hepburn em uma lista de atores considerados "venenos de bilheteria". Com sua reputação em baixa, o próximo filme que a RKO lhe ofereceu foi "Aves Sem Rumo", um filme B. Hepburn recusou e, em vez disso, optou por comprar seu próprio contrato por US$ 75 000. Muitos atores estavam com medo de deixar a estabilidade do sistema de estúdio na época, mas a riqueza pessoal de Hepburn significava que ela podia se dar ao luxo de ser independente. Ela assinou contrato para a versão cinematográfica de "Boêmio Encantador" (1938), da Columbia Pictures, emparelhando-a pela terceira vez com Grant, para interpretar uma outra socialite, que dessa vez encontra a felicidade com o noivo de sua irmã. A comédia teve críticas positivas, mas não conseguiu atrair muita audiência, e o próximo roteiro oferecido a Hepburn veio com um salário de US$ 10 000 – menos do que ela havia recebido no início de sua carreira no cinema. Refletindo sobre essa mudança de sorte, Andrew Britton escreveu: "Nenhuma outra estrela surgiu com maior rapidez ou com mais aclamação extática. Nenhuma outra estrela também se tornou impopular tão rapidamente por tanto tempo".

### Ressurgimento (1939–1942)

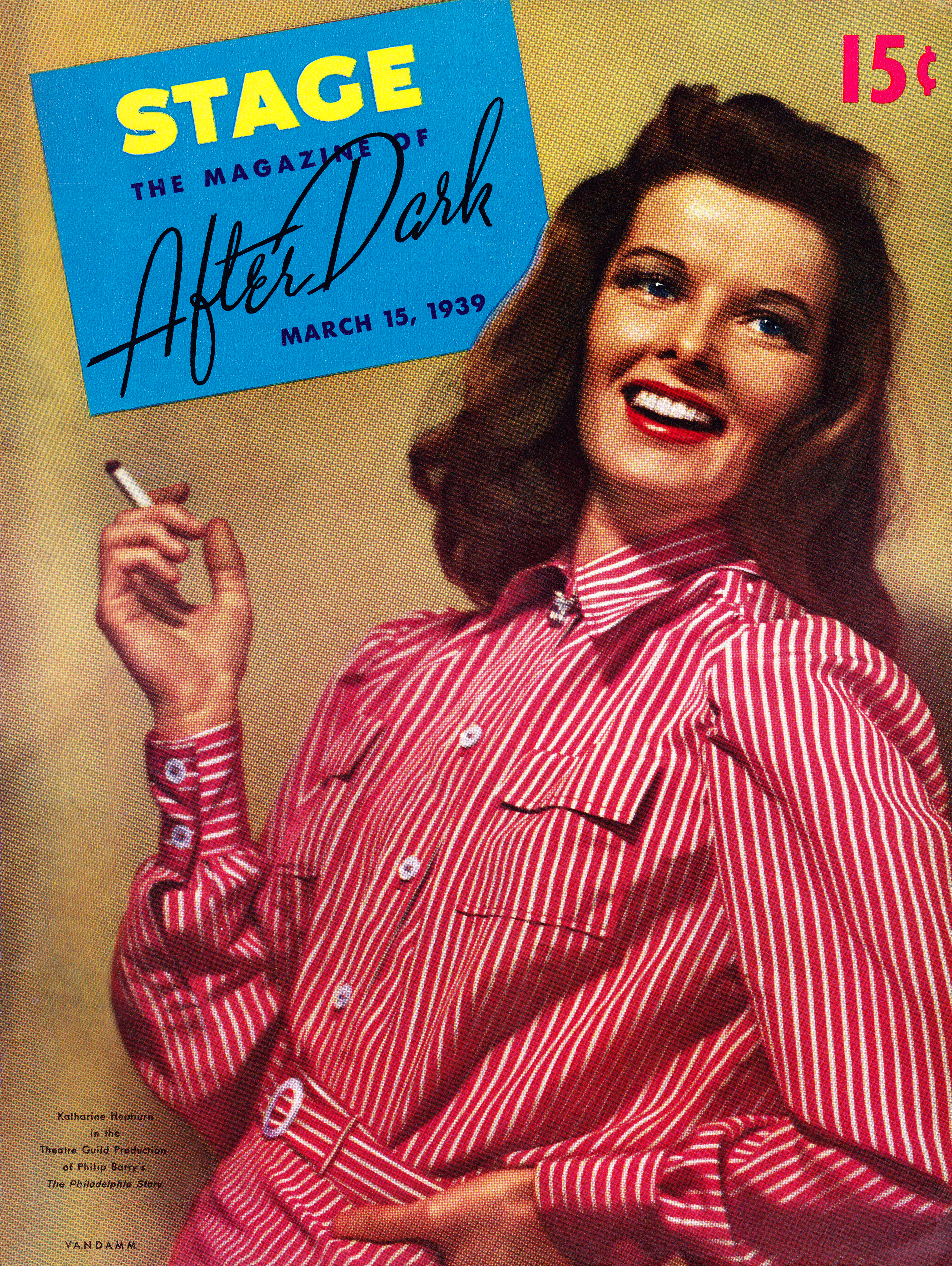
Hepburn na Broadway, em "The Philadelphia Story" (1939).

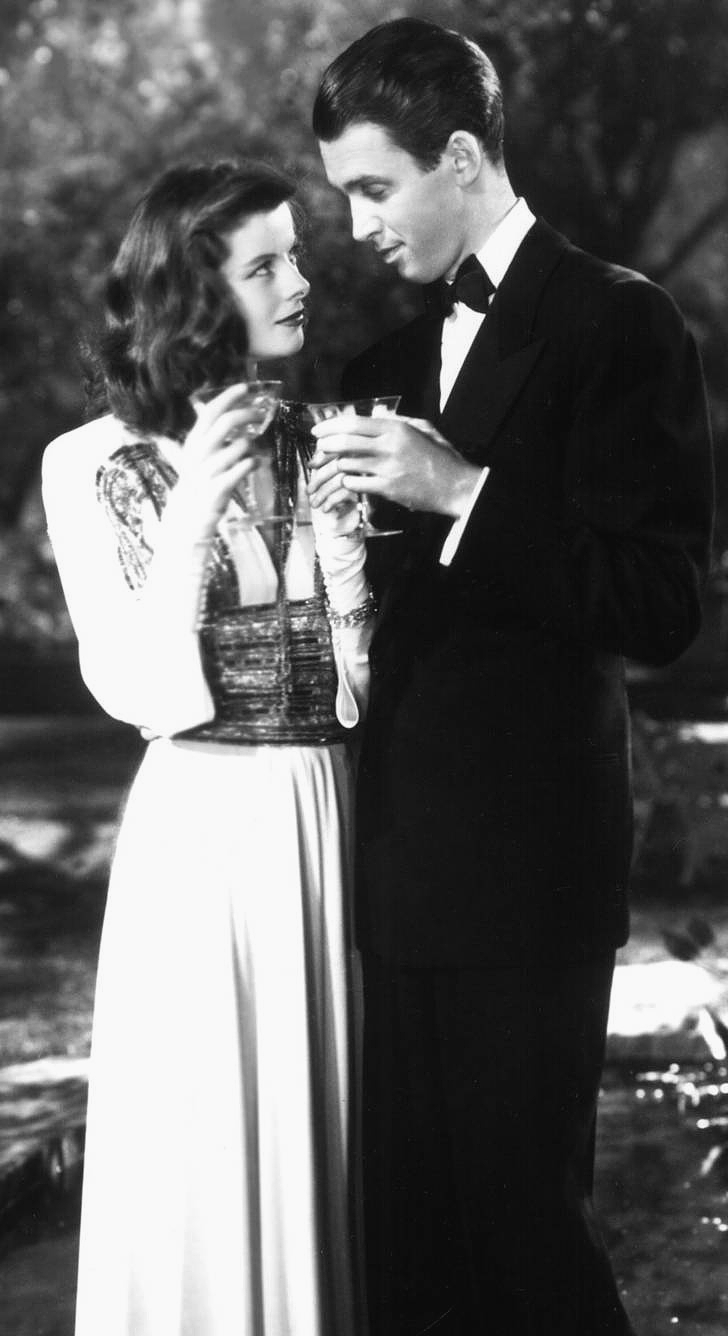
Hepburn como Tracy Lord em "Núpcias de Escândalo" (1940), ao lado de James Stewart. Hepburn disse sobre o papel: "Eu dei a vida a ela e ela me devolveu minha carreira".

Após o declínio em sua carreira, Hepburn tomou medidas para criar seu próprio veículo de retorno. Deixou Hollywood para procurar um projeto nos palcos e assinou contrato para estrelar a nova peça de Philip Barry, "The Philadelphia Story". O roteiro foi adaptado para mostrar a similaridade da atriz com a personagem socialite Tracy Lord, incorporando uma mistura de humor, agressão, nervosismo e vulnerabilidade. Howard Hughes, o parceiro de Hepburn na época, sentiu que a peça poderia ser seu ingresso de volta ao estrelato de Hollywood e comprou os direitos para um filme antes mesmo de estrear no palco. "The Philadelphia Story" primeiro excursionou pelos Estados Unidos, recebendo críticas positivas, e depois estreou em Nova Iorque, no Teatro Shubert, em 28 de março de 1939. Foi um grande sucesso financeira e criticamente, com 417 apresentações e depois uma segunda turnê de sucesso.
Vários dos principais estúdios de cinema procuraram Hepburn para produzir a versão cinematográfica da peça de Barry. Ela escolheu vender os direitos para Metro-Goldwyn-Mayer (MGM), o estúdio número um de Hollywood, com a condição de que fosse a estrela. Como parte do acordo, também conseguiu escalar o diretor George Cukor, e escolheu James Stewart e Cary Grant (a quem ela cedeu o faturamento) como co-estrelas. Antes do início das filmagens, Hepburn observou astutamente: "Eu não quero fazer uma grande entrada neste filme. Os espectadores ... pensam que sou muito la-di-da ou algo assim. Muitas pessoas querem me ver cair de cara no chão". Assim, o filme começou com Grant empurrando a atriz. Berg descreve como a personagem foi criada para fazer o público "rir o suficiente para simpatizar com ela", o que Hepburn sentiu ser crucial para "recriar" sua imagem pública. "Núpcias de Escândalo" foi um dos maiores sucessos de 1940, batendo grandes recordes no Radio City Music Hall. A crítica na Time declarou: "Volte, Katie, tudo está perdoado". Herb Golden, da Variety, afirmou: "É o filme de Katharine Hepburn ... A concepção perfeita de todas as garotas socialites de Main Line: volúveis, mas cheias de personalidade, reunidas em uma. A história sem ela é quase inconcebível". Hepburn foi indicada para seu terceiro Oscar de melhor atriz, e ganhou o prêmio da Associação de Críticos de Nova Iorque de melhor atriz, enquanto Stewart ganhou seu único Oscar de melhor ator por sua atuação.

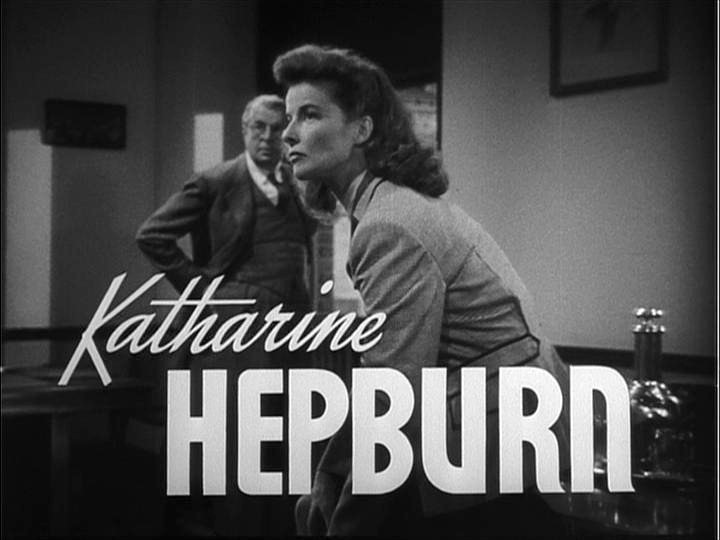
Hepburn no trailer de "A Mulher do Dia" (1942).

Hepburn também foi responsável pelo desenvolvimento de seu próximo projeto, a comédia romântica "A Mulher do Dia" sobre uma colunista política e um repórter esportivo cujo relacionamento é ameaçado pela independência egocêntrica dela. A ideia do filme foi proposta a ela em 1941 por Garson Kanin, que lembrou como Hepburn contribuiu com o roteiro. Ela apresentou o produto final à MGM e exigiu US$ 250 000 — metade para ela, metade para os autores. Com seus termos aceitos, Hepburn também conseguiu a escalação do diretor George Stevens e a co-estrela Spencer Tracy, ambos de sua escolha. No primeiro dia de Hepburn e Tracy juntos no set, ela supostamente disse a Tracy: "Temo que eu seja muito alta para você", ao que Tracy respondeu: "Não se preocupe, senhorita Hepburn, em breve vou cortá-la ao meu tamanho". Iniciaram um relacionamento nas telas e fora dela, que durou até a morte de Tracy em 1967, com eles aparecendo em outros oito filmes juntos. Lançado em 1942, "Woman of the Year" foi outro sucesso. Os críticos elogiaram a química entre as estrelas e, de acordo com Higham, notaram a "crescente maturidade e polimento" de Hepburn. O World-Telegram elogiou as duas "performances brilhantes", e Hepburn recebeu sua quarta indicação ao Oscar. Durante o filme, Katharine assinou um contrato com a MGM.

### Desaceleração (1942–1949)
Em 1942, Hepburn voltou à Broadway para aparecer em outra peça de Philip Barry, "Without Love", que também foi escrita com a atriz em mente. Os críticos não ficaram tão entusiasmados com a produção, mas com a popularidade de Hepburn em alta, a peça durou 16 semanas. A MGM estava ansiosa para reunir Tracy e Hepburn para um novo filme e escolheu "Fogo Sagrado" (1942). Um filme de mistério com uma mensagem de propaganda sobre os perigos do fascismo, o filme foi visto por Hepburn como uma oportunidade de fazer uma declaração política digna. A produção recebeu críticas ruins, mas foi um sucesso financeiro, confirmando a popularidade do par criado por Tracy e Hepburn.

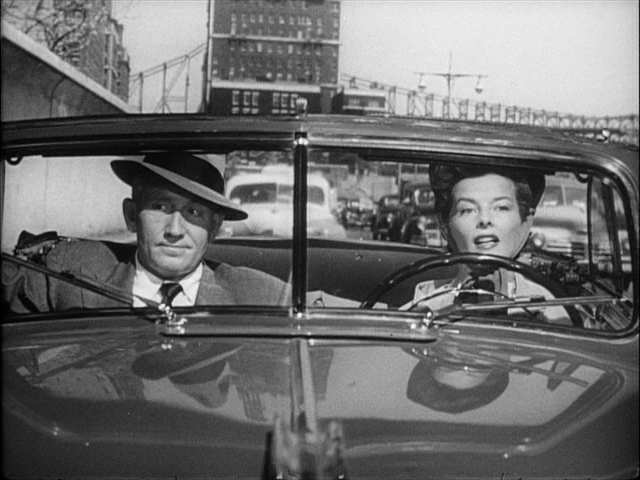
A maioria dos filmes que Hepburn fez nesse período foram com Spencer Tracy.
Mais tarde, disse que a parceria fez muito para avançar sua carreira, já que ele era a estrela mais popular na época. Cena de "A Costela de Adão" (1949).

Desde "A Mulher do Dia", Hepburn havia se comprometido a um relacionamento romântico com Tracy e se dedicou a ajudá-lo, já que este sofria de alcoolismo e insônia. Como resultado, sua carreira desacelerou e ela trabalhou menos no restante da década do que na década de 1930 – principalmente por não aparecer nos palcos novamente até 1950. Sua única aparição em 1943 foi uma participação especial no filme de guerra "Noivas do Tio Sam", interpretando a si mesma. Ela assumiu um papel atípico em 1944, interpretando uma camponesa chinesa no drama "A Estirpe do Dragão", que teve um alto orçamento. Hepburn estava entusiasmada com o filme, mas ele recebeu uma resposta morna e ela foi descrita como escalada inadequadamente para o papel. Então se reuniu com Tracy para a versão cinematográfica de "Sem Amor" (1945), depois de recusar um papel em "O Fio da Navalha" para apoiar Tracy em seu retorno à Broadway. "Without Love" recebeu críticas ruins, mas um novo filme da dupla foi um grande evento, sendo extremamente popular no lançamento e vendendo um número recorde de ingressos no fim de semana da Páscoa de 1945.
O próximo filme de Hepburn foi "Correntes Ocultas" (1946), um film noir com Robert Taylor e Robert Mitchum que foi mal recebido. Um quarto filme com Tracy veio em 1947: um drama ambientado no Velho Oeste intitulado "Mar Verde". Da mesma forma que "Keeper of the Flame" e "Without Love", uma resposta morna dos críticos não impediu que fosse um sucesso financeiro tanto dentro do país como no exterior. No mesmo ano, Hepburn interpretou Clara Schumann em "Sonata de Amor". Ela treinou intensivamente com um pianista para o papel. Na época de seu lançamento em outubro, a carreira de Hepburn foi significativamente afetada por sua oposição pública ao crescente movimento anticomunista em Hollywood. Vista por alguns como perigosamente progressiva, não foram oferecidos trabalhos a ela por nove meses, assim como pessoas supostamente jogaram coisas nas telas que exibiam "Song of Love". Seu próximo papel no cinema veio inesperadamente, pois ela concordou em substituir Claudette Colbert apenas alguns dias antes do início das filmagens do drama político "Sua Esposa e o Mundo" (1948), de Frank Capra. Tracy tinha sido contratado há muito tempo para interpretar o protagonista masculino, então Hepburn já estava familiarizada com o roteiro e se preparou para o quinto filme do par. Os críticos responderam positivamente, e a produção obteve um bom desempenho nas bilheterias.
Tracy e Hepburn apareceram na tela juntos pelo terceiro ano consecutivo no filme "A Costela de Adão", de 1949. Como "Woman of the Year", era uma comédia baseada numa "batalha dos sexos", e foi escrita especificamente para os dois por seus amigos Garson Kanin e Ruth Gordon. Uma história de advogados casados que se opõem no tribunal, Hepburn a descreveu como "perfeita para [Tracy] e para mim". Embora seus pontos de vista políticos ainda provocassem piquetes espalhados nos cinemas de todo o país, "Adam's Rib" foi um sucesso, com críticas favoráveis e o filme mais lucrativo da dupla até hoje. Bosley Crowther, crítico da The New York Times, elogiou o filme e a "compatibilidade perfeita" dos dois juntos.

### Expansão profissional (1950–1952)

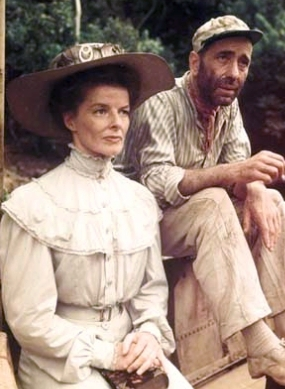
Hepburn muitas vezes trabalhou no exterior na década de 1950, começando com "Uma Aventura na África", ao lado de Humphrey Bogart.

A década de 1950 viu Hepburn enfrentar uma série de desafios profissionais e se esforçar mais do que em qualquer outro momento de sua vida em uma idade em que a maioria das outras atrizes começaram a recuar. Berg descreveu a década como "o coração de seu vasto legado" e "o período em que ela realmente se destacou". Em janeiro de 1950, Hepburn voltou aos palcos, interpretando Rosalinda em "Como Gostais", peça de Shakespeare. Ela esperava provar que poderia atuar em materiais já estabelecidos, e disse: "É melhor tentar algo difícil e fracassar do que esperar algo seguro o tempo todo". A peça estreou no Cort Theatre em Nova Iorque com um grande público, e foi esgotada depois de 148 shows. A produção então saiu em turnê. As críticas a Hepburn variaram, mas ela foi notada como a única protagonista de Hollywood que estava apresentando material de alto calibre nos palcos.
Em 1951, Hepburn filmou "Uma Aventura na África", seu primeiro filme em Technicolor. Ela interpretou Rose Sayer, uma solteirona missionária morando na África Oriental Alemã no início da Primeira Guerra Mundial. Co-estrelando Humphrey Bogart, "The African Queen" foi filmado no Congo Belga, uma oportunidade que Hepburn abraçou. Com a experiência um tanto difícil, Hepburn adoeceu com disenteria durante as filmagens. Mais tarde na vida, ela lançou um livro de memórias sobre a experiência. O filme foi lançado no final de 1951 com grande apoio popular e aclamação da crítica, e deu a Hepburn sua quinta indicação ao Oscar de melhor atriz, ao mesmo tempo em que rendeu a Bogart seu único Oscar de melhor ator. O primeiro filme de sucesso que ela fez sem Tracy desde "The Philadelphia Story" uma década antes, Katharine provou que poderia ser um sucesso sem seu antigo par, restabelecendo totalmente sua popularidade.
Hepburn passou a fazer a comédia esportiva "A Mulher Absoluta" (1952), o segundo filme escrito especificamente para Tracy e Hepburn por Kanin e Gordon. Ela era uma atleta perspicaz, e Kanin mais tarde descreveu isso como sua inspiração para o filme: "Enquanto eu assistia Kate jogando tênis um dia ... me ocorreu que seu público estava perdendo um deleite". Hepburn estava sob pressão para realizar vários esportes de alto padrão, muitos dos quais não acabaram no filme. "Pat and Mike" foi um dos filmes da equipe mais populares e aclamados pela crítica, e também foi o favorito pessoal de Hepburn dos nove filmes que ela fez com Tracy. A performance lhe rendeu uma indicação ao Globo de Ouro de melhor atriz em comédia ou musical.
No verão de 1952, Hepburn apareceu no West End de Londres para uma série de dez semanas de "The Millionairess", dirigida por George Bernard Shaw. Seus pais leram Shaw para ela quando ainda era criança, o que tornou a peça uma experiência especial para a atriz. Dois anos de trabalho intenso a deixaram exausta, no entanto, e sua amiga Constance Collier escreveu que Hepburn estava "à beira de um colapso nervoso". Amplamente aclamado, "The Millionairess" foi levado para a Broadway. Em outubro de 1952, estreou no Teatro Shubert, onde, apesar de uma resposta crítica morna, esgotou sua temporada de dez semanas. Hepburn posteriormente tentou adaptar a peça para um filme: um roteiro foi escrito por Preston Sturges, com Katharine se oferecendo para trabalhar de graça e pagar o diretor, mas nenhum estúdio aceitou o projeto. Mais tarde, ela se referiu a isso como a maior decepção de sua carreira.

### Solteironas e Shakespeare (1953–1962)

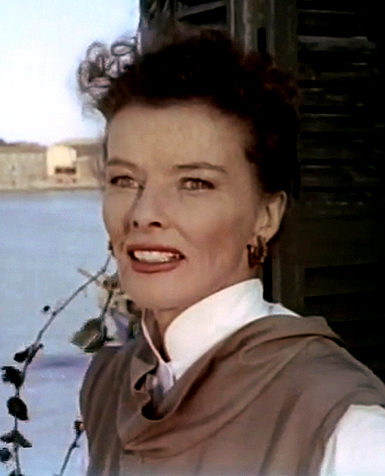
No drama romântico "Quando o Coração Floresce" (1955), de David Lean. Jane Hudson é um dos papéis populares de "solteirona" que Hepburn desempenhou na década de 1950.

"Pat and Mike" foi o último filme que Hepburn completou em seu contrato com a MGM, tornando-a livre para selecionar seus próprios projetos. Ela passou dois anos descansando e viajando, antes de se comprometer com o drama romântico "Quando o Coração Floresce" (1955). O filme foi filmado em Veneza, com Hepburn interpretando uma solteirona solitária que tem um caso apaixonado e repleto de amor. Ela descreveu isso como "uma parte muito emocional" e achou fascinante trabalhar com Lean. Por insistência própria, Hepburn caiu em um canal e desenvolveu uma infecção ocular crônica como resultado. O papel lhe rendeu outra indicação ao Oscar e foi citado como um de seus melhores trabalhos. Lean mais tarde disse que esse era seu favorito dos filmes que fez, e Hepburn sua atriz favorita. No ano seguinte, Hepburn passou seis meses em turnê pela Austrália com a companhia teatral de Old Vic, interpretando Pórcia em "O Mercador de Veneza", Catarina em "A Megera Domada", e Isabella em "Medida por Medida". A turnê foi bem-sucedida e Hepburn ganhou aplausos significativos pelo esforço.
Hepburn recebeu uma indicação ao Oscar pelo segundo ano consecutivo por seu trabalho ao lado de Burt Lancaster em "Lágrimas do Céu" (1956). Mais uma vez, interpretou uma mulher solitária com um caso de amor, e ficou claro que Hepburn havia encontrado um nicho interpretando "solteironas famintas por amor", que tanto os críticos como o público gostavam. Hepburn disse sobre interpretar tais papéis: "Com Lizzie Curry ["The Rainmaker"], Jane Hudson ["Summertime"] e Rosie Sayer ["The African Queen"] – eu estava me interpretando. Não foi difícil para mim interpretar essas mulheres, porque eu sou a tia solteira". Menos sucesso naquele ano veio de "A Saia de Ferro" (1956), uma reformulação da comédia clássica "Ninotchka", com Bob Hope. Hepburn interpretou um piloto soviético de coração frio, um desempenho que Bosley Crowther chamou de "horrível". Foi um fracasso crítico e comercial, e Hepburn o considerou o pior filme em seu currículo.
Tracy e Hepburn se reuniram na tela pela primeira vez em cinco anos em "Amor Eletrônico" (1957), uma comédia baseada num escritório. Berg observa que funcionou como um híbrido de seus sucessos de comédia romântica anteriores e a nova personalidade de solteirona de Hepburn, mas teve um desempenho ruim nas bilheterias. Naquele verão, Hepburn voltou aos palcos com Shakespeare. Aparecendo em Stratford, Connecticut, no Teatro Americano de Shakespeare, reprisou o papel de Portia em "The Merchant of Venice" e interpretou Beatriz em "Muito Barulho por Nada". Os shows foram recebidos positivamente.

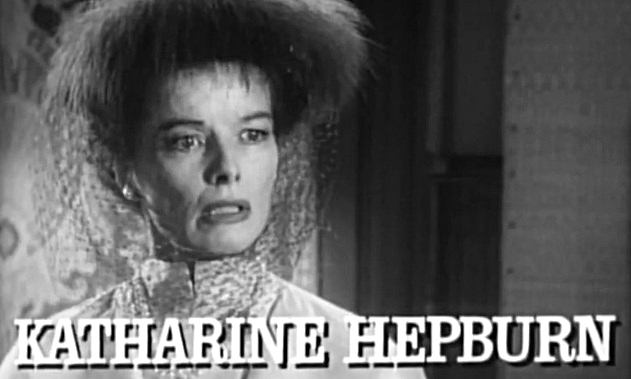
Cena do trailer de "De Repente, no Último Verão" (1959), baseado na peça de Tennessee Williams.

Depois de dois anos longe das telas, Hepburn estrelou uma adaptação cinematográfica da peça controversa "De Repente, no Último Verão" (1959), dirigido por Tennessee Williams, com participação de Elizabeth Taylor e Montgomery Clift. O filme foi filmado em Londres e foi "uma experiência completamente miserável" para Hepburn. Ela entrou em conflito com o diretor Joseph L. Mankiewicz durante as filmagens, que culminou com ela cuspindo nele com extremo desgosto. O filme foi um sucesso financeiro, e seu trabalho como a assustadora tia Violet Venable concedeu a Hepburn sua oitava indicação ao Oscar. Williams ficou satisfeito com o desempenho, escrevendo: "Kate é a atriz dos sonhos de um dramaturgo. Ela faz o diálogo soar melhor do que é por uma beleza incomparável e clareza de dicção". Ele escreveu "The Night of the Iguana" ("A Noite do Iguana"), de 1961, com Hepburn em mente, mas a atriz, embora lisonjeada, achou que a peça era errada para ela e recusou o papel, que foi para Bette Davis.
Hepburn voltou a Stratford no verão de 1960 para interpretar Viola em "Noite de Reis", e Cleópatra Filopátor em "Antônio e Cleópatra". O New York Post escreveu sobre sua Cleópatra: "Hepburn oferece um desempenho altamente versátil ... uma ou duas vezes utilizando seus maneirismos famosos e sempre fascinante de assistir". A própria Hepburn ficou orgulhosa do papel. Seu repertório foi aprimorado ainda mais quando ela apareceu na versão cinematográfica de Sidney Lumet da peça "Longa Jornada Noite Adentro" (1962), de Eugene O'Neill. Foi uma produção de baixo orçamento, e ela apareceu no filme por um décimo de seu salário estabelecido. Ela chamou de "a maior [peça] que este país já produziu" e o papel da viciada em morfina Mary Tyrone "o papel feminino mais desafiador do drama americano", e sentiu que sua atuação foi o melhor trabalho de tela de sua carreira. "Long Day's Journey Into Night" rendeu a Hepburn uma indicação ao Oscar e o Prêmio de melhor atriz no Festival de Cannes. Continua sendo uma de suas performances mais elogiadas.

### Sucesso posterior (1963-1970)

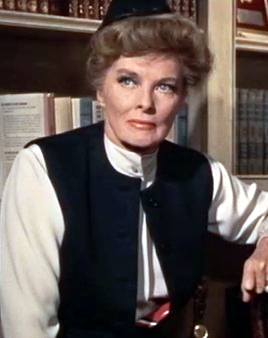
Em "Adivinhe Quem Vem Para Jantar" (1967), que concedeu a Hepburn seu segundo de quatro Oscars.

Após a conclusão de "Long Day's Journey Into Night", Hepburn fez uma pausa em sua carreira para cuidar de um Spencer Tracy doente. Ela não trabalhou novamente até 1967 em "Adivinhe Quem Vem Para Jantar", seu nono filme com Tracy. O filme retratou o assunto de casamentos inter-raciais, com a sobrinha de Hepburn, Katharine Houghton, interpretando sua filha. Tracy estava morrendo a essa altura, sofrendo os efeitos de uma doença cardíaca, e Houghton mais tarde comentou que sua tia estava "extremamente tensa" durante a produção. Tracy morreu 17 dias depois de filmar sua última cena. "Guess Who's Coming to Dinner" foi um retorno triunfante para Hepburn e seu filme de maior sucesso comercial até então. Ela ganhou seu segundo Oscar de melhor atriz, 34 anos depois de ganhar seu primeiro. Hepburn sentiu que o prêmio não era apenas para ela, mas também para homenagear Tracy.
Hepburn rapidamente voltou a atuar após a morte de Tracy, optando por se ocupar como remédio contra a dor e o luto. Ela recebeu vários roteiros e escolheu interpretar Leonor da Aquitânia em "O Leão no Inverno" (1968), no qual ela chamou de "fascinante". Ela leu extensivamente em preparação para o papel, no qual estrelou ao lado de Peter O'Toole. As filmagens ocorreram em Abadia de Montmajor, no sul da França, uma experiência que ela amou apesar de estar – de acordo com o diretor Anthony Harvey – "enormemente vulnerável" o tempo todo. John Russell Taylor do The Times sugeriu que Leonor era "o desempenho de sua ... carreira" e provou que ela era "uma atriz em crescimento, em desenvolvimento e ainda surpreendente". O filme foi indicado em todas as principais categorias do Oscar e, pelo segundo ano consecutivo, Hepburn ganhou o Oscar de melhor atriz (compartilhado com Barbra Streisand por "Uma Garota Genial"). O papel, combinado com sua atuação em "Guess Who's Coming to Dinner", também recebeu um prêmio da Academia Britânica de Cinema (BAFTA) de melhor atriz. A próxima aparição de Hepburn foi em "A Louca de Chaillot" (1969), que filmou em Nice imediatamente após completar "The Lion in Winter". A produção foi um fracasso crítico e financeiro, e as críticas apontaram para Hepburn por dar um desempenho equivocado.
De dezembro de 1969 a agosto de 1970, Hepburn estrelou o musical da Broadway "Coco", sobre a vida de Coco Chanel. Hepburn admitiu que antes do show, ela nunca havia assistido a um musical teatral. Ela não era uma cantora forte, mas achou a oferta irresistível e, como diz Berg: "O que faltava em eufonia, ela compensava em coragem". A atriz teve aulas de canto seis vezes por semana em preparação para o show. Ela estava nervosa com cada apresentação e se perguntava "o que diabos eu estava fazendo lá". As críticas para a produção foram medíocres, mas a própria Hepburn foi elogiada, e "Coco" foi popular com o público – com sua exibição duas vezes estendida. Mais tarde, ela disse que "Coco" marcou a primeira vez que aceitou que o público não estava contra ela, mas na verdade parecia amá-la. Seu trabalho ganhou uma indicação ao Tony de melhor atriz em musical.

### Filme, televisão e teatro (1971–1983)
Hepburn permaneceu ativa durante toda a década de 1970, concentrando-se em papéis descritos por Andrew Britton como "uma mãe devoradora ou uma velhinha maluca vivendo [sozinha]". Primeiro ela viajou para a Espanha para filmar uma versão de "As Troianas" (1971), obra de Eurípides, ao lado de Vanessa Redgrave. Quando perguntada por que havia aceitado o papel, respondeu que queria ampliar seu leque e tentar de tudo enquanto ainda tinha tempo. O filme foi mal recebido, mas o Kansas City Film Critics Circle classificou o desempenho de Hepburn como o melhor de uma atriz naquele ano. Em 1971, ela assinou contrato para estrelar uma adaptação de "Viagens com Minha Tia", de Graham Greene, mas estava descontente com as primeiras versões do roteiro e passou a reescrevê-lo ela mesma. O estúdio não gostou de suas mudanças, então Hepburn abandonou o projeto e foi substituída por Maggie Smith. Seu próximo filme, uma adaptação de "Equilíbrio Delicado" (1973), obra de Edward Albee dirigida por Tony Richardson, teve um lançamento pequeno e recebeu, em sua maioria, críticas desfavoráveis.
Em 1973, Hepburn se aventurou na televisão pela primeira vez, estrelando uma produção de "Algemas de Cristal", de Tennessee Williams. Ela estava desconfiada do meio, mas provou ser um dos principais eventos televisivos do ano, pontuando alto no Nielsen Ratings. Hepburn recebeu uma indicação ao Emmy por interpretar a melancólica mãe sulista Amanda Wingfield, o que abriu sua mente para futuros trabalhos na telinha. Seu próximo projeto foi o telefilme "Amor Entre Ruínas" (1975), um drama londrino eduardiano, com seu amigo Laurence Olivier. A produção recebeu críticas positivas e uma alta audiência, e rendeu a Hepburn seu único Emmy.

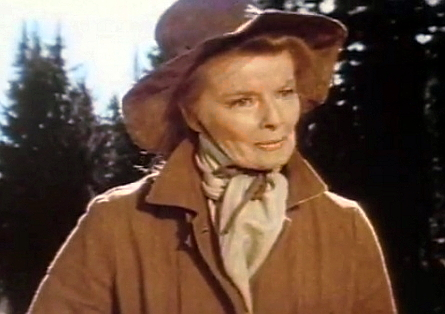
No faroeste "Justiceiro Implacável" (1975), que Hepburn co-estrelou com John Wayne.

Hepburn fez sua única aparição no Oscar em 1974, para conceder o Prêmio Memorial Irving G. Thalberg para Lawrence Weingarten. Ela foi aplaudida de pé e brincou com o público: "Estou muito feliz por não ter ouvido ninguém gritar: 'Já estava na hora'". No ano seguinte, se uniu com John Wayne no faroeste "Justiceiro Implacável", uma sequência do filme vencedor do Oscar "Bravura Indômita". Ecoando sua personagem em "The African Queen", Hepburn novamente interpretou uma solteirona profundamente religiosa que se une a um homem solitário para vingar a morte de um membro da família. O filme recebeu críticas medíocres. O elenco foi suficiente para atrair algumas pessoas para as bilheterias, mas não atendeu às expectativas do estúdio e teve apenas um sucesso moderado.
Em 1976, Hepburn retornou à Broadway para uma temporada de três meses com a peça "A Matter of Gravity", de Enid Bagnold. O papel da excêntrica Sra. Basil foi considerado um mostruário perfeito para a atriz, e a peça foi popular apesar das críticas ruins. Mais tarde, foi em uma turnê nacional de sucesso. Durante sua corrida em Los Angeles, Hepburn fraturou o quadril, mas optou por continuar a turnê se apresentando em uma cadeira de rodas. Naquele ano, foi eleita a atriz de cinema favorita pelo Prêmios People's Choice.
Durante o verão de 1976, Hepburn estrelou o filme de baixo orçamento "A Grande Aventura". O longa não conseguiu encontrar um grande distribuidor de estúdio e foi finalmente lançado de forma independente em 1978. Por causa de sua má distribuição, foi exibido em relativamente poucos cinemas, resultando em um dos maiores fracassos da carreira de Hepburn. O roteirista James Prideaux, que trabalhou com Hepburn, mais tarde escreveu que o filme "morreu no momento de seu lançamento" e se referiu a ele como seu "filme perdido". Hepburn afirmou que o principal motivo pelo qual ela decidiu fazer parte da produção foi pela oportunidade de andar em um balão de ar quente. Sua carreira prosseguiu com o telefilme "O Coração Não Envelhece" (1979), que foi filmado no País de Gales. Foi o último dos dez filmes que Hepburn fez com George Cukor, e lhe rendeu uma terceira indicação ao Emmy. Na década de 1980, Hepburn desenvolveu um notável tremor, que afetou sua cabeça permanentemente. Ela não trabalhou por dois anos, dizendo em uma entrevista na televisão: "Eu tive meu tempo – deixe as crianças lutarem e suarem". Durante este período, viu a produção da Broadway "On Golden Pond" ("Num Lago Dourado"), e ficou impressionada com a representação de um casal de idosos lidando com as dificuldades da velhice. Jane Fonda tinha comprado os direitos de tela para seu pai, ator Henry Fonda, e Hepburn procurou contracenar com ele no papel da peculiar Ethel Thayer. "Num Lago Dourado" foi um sucesso, o segundo filme de maior bilheteria de 1981. Foi demonstrado o quão enérgica Hepburn, de 74 anos, era, quando ela mergulhou completamente vestida no Lago Squam e fez uma apresentação animada de canto. O filme lhe rendeu um segundo BAFTA e um recorde ao conseguir seu quarto Oscar. Henry Fonda ganhou seu único Oscar pelo papel, sendo o terceiro astro do cinema (depois de James Stewart e Humphrey Bogart) a ganhar o prêmio atuando ao lado de Hepburn. Homer Dickens, em seu livro sobre Hepburn, observa que isso foi amplamente considerado uma vitória sentimental, "uma homenagem à sua carreira duradoura".
Hepburn também retornou ao palco em 1981. Ela recebeu uma segunda indicação ao Tony de melhor atriz em uma peça teatral por seu papel em "The West Side Waltz" ("Valsa da Vida") de uma viúva septuagenária entusiasmada com a vida. A Variety observou que o papel era "uma versão óbvia e inteiramente aceitável da própria imagem pública [de Hepburn]". Walter Kerr do The New York Times escreveu sobre Hepburn e sua performance: "Uma coisa misteriosa que ela aprendeu a fazer é respirar a vida incorreciável mesmo em linhas sem vida". Ela esperava fazer um filme da peça, mas ninguém comprou os direitos. A reputação de Hepburn como uma das atrizes mais adoradas dos Estados Unidos foi firmemente estabelecida por este ponto, já que ela foi nomeada a atriz de cinema favorita em uma pesquisa da revista People, e novamente ganhou o prêmio de popularidade da People's Choice.

### Foco na televisão (1984–1994)
Em 1984, Hepburn estrelou a comédia de humor negro "Grace Quigley: Um Jogo de Vida e Morte", a história de uma mulher idosa que recruta um assassino (Nick Nolte) para assassiná-la. Hepburn encontrou humor no tema mórbido, mas as críticas foram negativas e a bilheteria foi ruim. Em 1985, apresentou um documentário de televisão sobre a vida e carreira de Spencer Tracy. A maioria dos papéis de Hepburn a partir deste ponto foram em telefilmes, que não receberam elogios da crítica como seus trabalhos no cinema, mas permaneceram populares com o público. A cada lançamento, Hepburn declarava que seria sua última aparição nas telas, embora continuasse assumindo novos papéis. Ela recebeu uma indicação ao Emmy por "O Casamento da Sra. Delafield", e dois anos depois voltou para a comédia com Laura Lansing Slept Here, que lhe permitiu atuar com sua sobrinha-neta, Schuyler Grant.
Em 1991, Hepburn lançou sua autobiografia, "Me: Stories of My Life", que liderou as listas de best-sellers por mais de um ano. Ela voltou às telas da televisão em 1992 com "The Man Upstairs", contracenando com Ryan O'Neal, pelo qual recebeu uma indicação ao Globo de Ouro. Em 1994, trabalhou ao lado de Anthony Quinn em "Vestígios de Uma Paixão", que foi amplamente baseado na própria vida de Hepburn, com inúmeras referências à sua personalidade e carreira. Esses papéis posteriores foram descritos como "uma versão fictícia da personagem tipicamente mal-humorado de Kate Hepburn", e os críticos observaram que Hepburn estava essencialmente interpretando a si mesma.
A última aparição de Hepburn em um filme lançado nos cinemas, e sua primeira desde "Grace Quigley" nove anos antes, foi em "Segredos do Coração" (1994). Aos 87 anos, atuou como coadjuvante, ao lado de Annette Bening e Warren Beatty. Foi o único filme da carreira de Hepburn, além da aparição em "Stage Door Canteen", em que ela não desempenhou o papel principal. Roger Ebert observou que era a primeira vez que ela parecia frágil, mas que seu "espírito magnífico" ainda estava lá, e disse que suas cenas "roubaram o show". Um escritor da The New York Times refletiu sobre a aparição final da atriz nas telonas: "Se ela se movia mais devagar do que antes, no comportamento, ela era tão divertida e moderna como nunca". Hepburn desempenhou seu papel final no telefilme "O Poder do Natal" (1994), pelo qual recebeu uma indicação ao Prêmio Screen Actors Guild aos 87 anos de idade.

## Vida pessoal

### Imagem pública
Hepburn era conhecida por ser ferozmente reservada, não dando entrevistas nem falando com fãs durante grande parte de sua carreira. Hepburn se distanciou do estilo de vida conhecido pelas celebridades, desinteressada de uma cena social que via como tediosa e superficial, chegando a usar roupas casuais em público, o que ia fortemente contra as convenções em uma era de puro glamour. Ela raramente aparecia em público, até mesmo evitando restaurantes, e uma vez arrancou uma câmera da mão de um fotógrafo quando ele tirou fotos sem sua permissão. Apesar de seu zelo pela privacidade, ela gostou de sua fama e mais tarde confessou que não gostaria que a imprensa a ignorasse completamente. A atitude protetora em relação à sua vida privada derreteu à medida que envelhecia; começando com uma entrevista de duas horas no "The Dick Cavett Show" em 1973, tornou-se mais aberta ao público.

"Eu pareço as pessoas peculiares de alguma forma, embora eu não entenda bem o porquê. Claro, tenho um rosto anguloso, um corpo anguloso e, suponho, uma personalidade angulosa, que espeta as pessoas".

"Eu sou uma personalidade, assim como uma atriz. Mostre-me uma atriz que não seja uma personalidade, e você me mostrará uma mulher que não é uma estrela".

— Hepburn comentando sobre sua personalidade.
A energia implacável e o entusiasmo pela vida que Hepburn tinha são frequentemente citados em biografias, enquanto uma independência obstinada se tornou a chave para seu status de celebridade. Essa autoconfiança significava que ela poderia ser controladora e difícil; o amigo dela, Garson Kanin, comparou-a a uma professora, e ela era famosa por ser contundente e franca. Katharine Houghton comentou que sua tia poderia ser "enlouquecedoramente hipócrita e mandona". Hepburn confessou ser, especialmente no início da vida, uma pessoa cheia de si. Ela se via como tendo uma natureza feliz, dizendo: "Eu gosto da vida e tenho tanta sorte, por que não deveria ser feliz?". A. Scott Berg conhecia bem Hepburn em seus últimos anos e disse que, embora fosse exigente, mantinha um senso de humildade e humanidade.
A atriz levava uma vida ativa, supostamente nadando e jogando tênis todas as manhãs. Aos oitenta anos, ainda jogava tênis regularmente, como indicado em seu documentário "All About Me", de 1993. Ela também gostava de pintar, o que se tornou uma paixão mais tarde na vida. Quando questionada sobre política, Hepburn disse a um entrevistador: "Eu sempre digo para estar do lado afirmativo e liberal. Não seja uma pessoa do "não". Sua atitude anticomunista em Hollywood nos anos 1940 a levou à atividade política, quando se juntou ao Comitê Para a Primeira Emenda. Seu nome foi mencionado nas audiências do Comitê de Atividades Antiamericanas, mas Hepburn negou ser uma simpatizante do comunismo. Mais tarde na vida, promoveu abertamente a contracepção e apoiou o direito legal das mulheres de abortar. Ela se descreveu como uma "Democrata dedicada". Ela praticou a teoria de "Reverência pela Vida", feita por Albert Schweitzer,  mas não acreditava em religião ou em vida após a morte. Em 1991, Hepburn disse a um jornalista: "Sou ateia, e é isso. Acredito que não há nada que possamos saber, exceto que devemos ser gentis uns com os outros e fazer o que pudermos pelas outras pessoas". Suas declarações públicas dessas crenças levaram a Associação Humanista Americana a lhe conceder o Prêmio de Artes Humanistas em 1985.
Hepburn gostava de andar descalça, e para seu primeiro papel como atriz na peça "The Woman in the Moon", insistiu que sua personagem Pandora não deveria usar sapatos. Fora das telas, ela geralmente vestia calças e sandálias mesmo para ocasiões formais, como entrevistas na TV. Em suas próprias palavras: "O que me tirou das saias foi a situação das meias ... Por isso sempre usei calças... assim você sempre pode andar descalço".

### Relacionamentos
O único casamento de Hepburn foi com Ludlow Ogden Smith, um empresário da Filadélfia que ela conheceu enquanto estudava em Bryn Mawr. O casal se casou em 12 de dezembro de 1928, quando ela tinha 21 anos e ele 29. Smith mudou seu nome para S. Ogden Ludlow a pedido de Hepburn para que ela não fosse chamada de "Kate Smith", que considerava muito simples. Ela nunca se comprometeu totalmente com o casamento, decidindo priorizar sua carreira. A mudança para Hollywood em 1932 cimentou o distanciamento do casal. Hepburn pediu o divórcio em Yucatán em 30 de abril de 1934, e foi finalizado em 8 de maio. Hepburn muitas vezes expressava sua gratidão a Smith por seu apoio financeiro e moral nos primeiros dias de sua carreira, e em sua autobiografia ela se chamava de "uma porca terrível" por explorar o amor de seu ex-marido. A dupla permaneceu amiga até a morte dele em 1979.
Logo depois de se mudar para a Califórnia, Hepburn começou um relacionamento com seu agente, Leland Hayward, embora ambos fossem casados. Hayward propôs para a atriz depois que ambos se divorciaram, mas ela recusou, explicando mais tarde: "Gostei da ideia de ser só eu mesma". O caso durou quatro anos. Em 1936, enquanto estava em turnê com "Jane Eyre", Hepburn iniciou um relacionamento com o empresário Howard Hughes. Ela havia sido apresentada a ele um ano antes por seu amigo em comum, Cary Grant. Hughes desejava se casar com ela, e os tablóides relataram suas núpcias iminentes, mas Hepburn permaneceu focada em ressuscitar sua carreira até então fracassada. Eles se separaram em 1938, quando Hepburn deixou Hollywood depois de ser rotulada como "veneno de bilheteria".
Hepburn manteve sua decisão de não se casar novamente e fez uma escolha consciente de não ter filhos. Ela acreditava que a maternidade requer um compromisso em tempo integral e disse que não era um compromisso que ela estava disposta a assumir. "Eu teria sido uma mãe terrível", disse para Berg, "porque eu sou basicamente um ser humano muito egoísta". Katharine sentiu que havia experimentado parcialmente a maternidade através de seus irmãos muito mais novos, o que preenchia qualquer necessidade de ter seus próprios filhos. Rumores circulavam desde a década de 1930 de que Hepburn fosse lésbica ou bissexual, sobre o qual ela costumava brincar. Em 2007, William J. Mann escreveu na biografia da atriz em que achava que este era o caso. Em resposta a essa especulação sobre sua tia, Katharine Houghton disse: "Eu nunca descobri qualquer evidência de que ela fosse lésbica". Entretanto, em um documentário de 2017, a colunista Liz Smith, que era uma amiga próxima, atestou que ela era.

#### Spencer Tracy

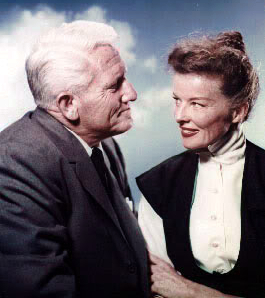
Spencer Tracy e Hepburn em uma foto publicitária para "Amor Eletrônico" (1957).

O relacionamento mais significativo da vida de Hepburn foi com Spencer Tracy, sua co-estrela em nove filmes. Em sua autobiografia, ela escreveu: "Foi um sentimento único que eu tive por [Tracy]. Eu teria feito qualquer coisa por ele". Lauren Bacall, uma outra amiga próxima, mais tarde escreveu sobre como Hepburn estava "cegamente" apaixonada pelo ator. O relacionamento foi posteriormente divulgado como um dos mais lendários casos de amor de Hollywood. Encontrando-se em 1941, quando ela tinha 34 anos e ele 41, Tracy inicialmente desconfiava de Hepburn, não se impressionando com suas unhas sujas e suspeitando que ela fosse lésbica, mas Hepburn disse que "sabia imediatamente que [ele] a achava irresistível". Tracy permaneceu casado durante todo o relacionamento. Embora ele e sua esposa Louise viviam vidas separadas desde a década de 1930, nunca houve uma separação oficial e nenhuma das partes buscou o divórcio. Hepburn não interferiu e nunca lutou pelo casamento.
Com Tracy determinado a esconder o relacionamento com Hepburn de sua esposa, ele teve que permanecer privado. Eles tinham o cuidado de não serem vistos juntos em público e moravam em residências diferentes. Tracy era um alcoólatra e estava frequentemente deprimido; Hepburn o descreveu como "torturado", e se dedicou a tornar a vida dele mais fácil. Relatos de pessoas que os viram juntos descrevem como todo o comportamento de Hepburn mudava quando estava perto de Tracy. Ela agia como sua mãe e obedecia a ele, e Tracy se tornou muito dependente dela. Eles costumavam passar muito tempo separados devido ao trabalho, principalmente na década de 1950, quando Hepburn estava frequentemente no exterior para compromissos da carreira.
A saúde de Tracy piorou na década de 1960, e Hepburn fez uma pausa de cinco anos em sua carreira para cuidar dele. Ela se mudou para a casa de Tracy por este período e estava ao lado dele quando Tracy morreu em 10 de junho de 1967. Por consideração à família de Tracy, ela não compareceu ao funeral. Foi somente após a morte de Louise Tracy, em 1983, que Hepburn começou a falar publicamente sobre seus sentimentos por sua frequente co-estrela. Em resposta à pergunta de por que ela ficou com Tracy por tanto tempo, apesar da natureza de seu relacionamento, ela disse: "Eu honestamente não sei. Só posso dizer que nunca poderia tê-lo deixado". Ela alegou não saber como ele se sentia sobre ela, e que eles "acabaram de passar vinte e sete anos juntos no que foi, para mim, uma felicidade absoluta".

### Anos finais e morte

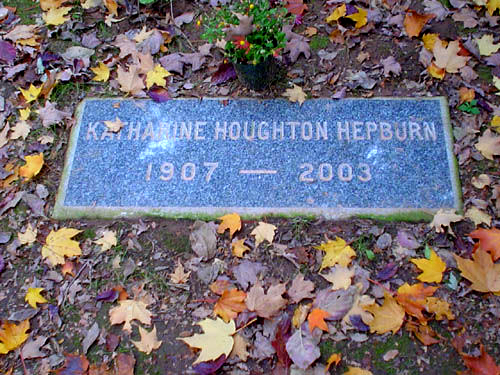
Lápide de Hepburn no Cemitério de Cedar Hill Cemetery.

Hepburn declarou em seus oitenta anos: "Eu não tenho medo da morte. Deve ser maravilhoso, como um longo sono". Sua saúde começou a se deteriorar pouco depois de sua última aparição nas telas, e ela foi hospitalizada em março de 1993 por exaustão. No inverno de 1996, foi hospitalizada com pneumonia. Em 1997, ficou muito fraca, falando e comendo muito pouco. Amigos e familiares temiam que ela morresse devido a isso. Ela mostrou sinais de demência em seus últimos anos. Em maio de 2003, um tumor agressivo tomou conta do pescoço de Hepburn. A decisão tomada foi para não intervir medicamente, e ela morreu de parada cardíaca em 29 de junho de 2003, um mês após seu aniversário de 96 anos na casa da família Hepburn em Fenwick, Connecticut. Foi enterrado no Cemitério Cedar Hill em Hartford, também em Connecticut. Hepburn solicitou que não houvesse serviço memorial.
A morte de Hepburn recebeu considerável atenção do público. Muitas homenagens foram feitas na televisão, e jornais e revistas dedicaram edições à atriz. O presidente americano George W. Bush disse que Hepburn "será lembrada como um dos tesouros artísticos da nação". Em homenagem ao seu extenso trabalho teatral, as luzes da Broadway foram apagadas para a noite de 1º de julho de 2003. Em 2004, de acordo com os desejos de Hepburn, seus pertences foram colocados em leilão pela Sotheby's, na cidade de Nova Iorque. O evento arrecadou US$ 5,8 milhões, que Hepburn deixou para sua família.

## Estilo de atuação e persona na tela
"Seus melhores filmes foram quando ela foi apresentada como uma mulher em seu cavalo alto com ideias ligeiramente pretensiosas, muitas vezes cômicas, sobre o mundo. Era para os homens derrubá-la e fazê-la se revelar uma boa garota, esportiva e democrática. Gostávamos da ideia de que pessoas aristocráticas seriam humanizadas por valores democráticos – no caso dela, por homens levemente rudes e bem-humorados".

— O historiador e crítico de cinema Richard Schickel explica o papel típico de Hepburn e seu apelo.
Segundo relatos, Hepburn não era uma atriz instintiva. Ela gostava de estudar o texto e a personagem com cuidado, certificando-se de conhecê-los completamente, e depois ensaiar o máximo possível e filmar várias tomadas de uma só cena. Com uma paixão genuína por atuar, ela se comprometia fortemente com cada papel, insistia em aprender todas as habilidades necessárias e realizava acrobacias. Ela era conhecida por aprender não apenas suas próprias falas, mas também as de suas co-estrelas. Comentando sobre sua motivação, Stanley Kramer disse: "Trabalho, trabalho, trabalho. Ela consegue trabalhar até todo mundo cair". Hepburn se envolveu na produção de cada um de seus filmes, fazendo sugestões para o roteiro e dando sua opinião sobre tudo, desde figurinos até iluminação e trabalho de câmera.
As personagens que Hepburn interpretou eram, com poucas exceções, ricas e inteligentes, e muitas vezes fortes e independentes. Essas personagens difíceis tendiam a ser humilhadas de alguma forma e revelavam ter uma vulnerabilidade oculta. Garson Kanin descreveu o que ele chamou de "a fórmula para um sucesso como o de Hepburn: ser uma garota classuda ou arrogante ... trazida à Terra por um leigo, ou ignorante ... ou uma situação cataclísmica. Parece ter funcionado uma e outras vezes". Devido a este repetido arco de personagem, Hepburn incorporou as "contradições" da "natureza e status das mulheres", e as mulheres fortes que ela retrata são eventualmente "restauradas a uma posição segura dentro do status quo". A crítica de cinema Molly Haskell comentou sobre a importância disso para a carreira de Hepburn: com uma presença intimidante, era necessário que seus personagens "fizessem algum tipo de auto-abatimento, para ficar no lado bom da audiência".
Hepburn é uma das atrizes estadunidenses mais célebres, mas também foi criticada por falta de versatilidade. Sua personalidade nas telas combinava com sua própria personalidade real, algo que Hepburn admitiu. Em 1991, ela disse a um jornalista: "Acho que sou sempre a mesma. Eu tinha uma personalidade muito definida e gostava de material que mostrasse essa personalidade". O dramaturgo e autor David Macaray disse: "Imagine Katharine Hepburn em todos os filmes em que ela estrelou e pergunte a si mesmo se ela não está interpretando, essencialmente, a mesma parte repetidas vezes ... Ícone ou não, não vamos confundir uma mulher verdadeiramente fascinante e única com uma atriz superior". Outra crítica que se repetia muito é que seu comportamento era muito frio.

## Legado

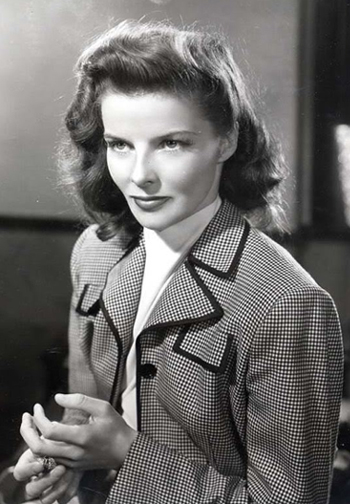
Hepburn, com seu estilo de vida não convencional e as mulheres independentes que desempenhou nas telas (assim como Tess Harding em "A Mulher do Dia"), representava a mulher emancipada.

Hepburn é considerada uma figura cultural importante e influente. Ros Horton e Sally Simmons a incluíram em seu livro "Women Who Changed The World", que homenageia 50 mulheres que ajudaram a moldar a história e a cultura do mundo. Ela também é nomeada na lista das "300 Mulheres que Mudaram o Mundo", feita pela Encyclopædia Britannica, o livro "100 Mulheres Mais Importantes do Século 20", do Ladies Home Journal, "100 Ícones do Século", da revista Variety, e ela é a número 84 na lista dos "200 Maiores Ícones da Cultura Pop de Todos os Tempos", da VH1. Em 1999, Hepburn foi eleita pelo Instituto Americano de Cinema como a maior estrela feminina do cinema clássico de todos os tempos.
Em relação ao legado cinematográfico de Hepburn, um de seus biógrafos, Sheridan Morley, disse que ela "quebrou o molde" para as mulheres em Hollywood, onde trouxe uma nova geração de mulheres cheias de força de vontade para as telas. O acadêmico de cinema Andrew Britton escreveu uma monografia estudando a "presença chave de Hepburn na Hollywood clássica, uma perturbação consistente e potencialmente radical", e aponta sua influência "central" em trazer questões feministas para o cinema.
Fora da tela, o estilo de vida de Hepburn estava à frente de seu tempo, vindo a simbolizar a "mulher moderna" e desempenhando um papel na mudança de atitudes de gênero. Horton e Simmons escrevem: "Confiante, inteligente, espirituosa e quatro vezes vencedora do Oscar, Katharine Hepburn desafiou as convenções ao longo de sua vida profissional e pessoal ... Hepburn forneceu uma imagem de uma mulher assertiva que [as mulheres] podiam assistir e aprender". Após a morte de Hepburn, a historiadora de cinema Jeanine Basinger declarou: "O que ela nos trouxe foi um novo tipo de heroína – moderna e independente. Ela era linda, mas não confiava nisso". Mary McNamara, jornalista de entretenimento e revisora do Los Angeles Times escreveu: "Mais do que uma estrela de cinema, Katharine Hepburn foi a santa padroeira da mulher americana independente". Ela não foi universalmente reverenciada pelas feministas, no entanto, que ficaram irritadas com suas declarações públicas de que as mulheres "não podem ter tudo", o que significa uma família e uma carreira.
O legado de Hepburn se estende à moda, onde foi pioneira no uso de calças em uma época em que era um movimento radical para uma mulher. Ela ajudou a tornar as calças aceitáveis para as mulheres, com os fãs começando a imitar suas roupas. Em 1986, recebeu um prêmio pelo conjunto da obra do Conselho de Designers de Moda dos Estados Unidos em reconhecimento à sua influência na moda feminina.
Vários filmes de Hepburn se tornaram clássicos do cinema estadunidense, com quatro de seus filmes ("The African Queen", "The Philadelphia Story", "Bringing Up Baby", e "Guess Who's Coming to Dinner") sendo destaque na lista de 100 Melhores Filmes Estadunidenses de Todos os Tempos, do Instituto Americano de Cinema. "Adam's Rib" e "Woman of the Year" foram incluídos na lista de Melhores Comédias Estadunidenses. Sua voz cortante e patrícia é considerada uma das mais marcantes da história do cinema.

### Memoriais

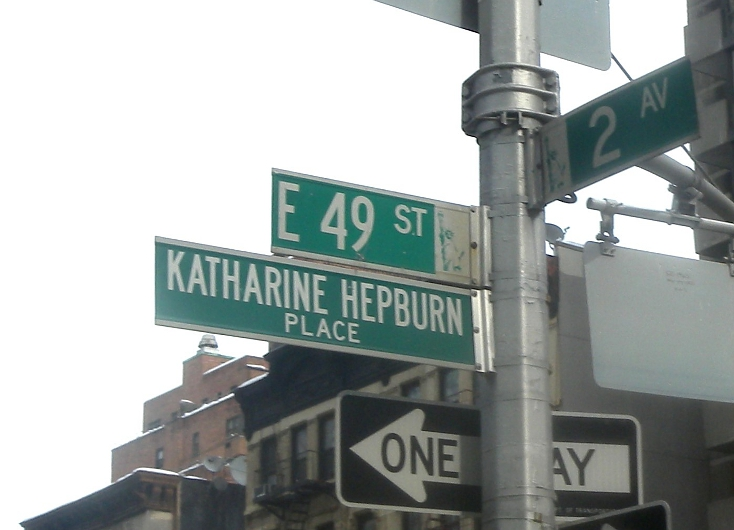
East 49th Street em Nova Iorque, em homenagem a Katharine Hepburn.

Hepburn foi homenageada com vários memoriais. A comunidade Turtle Bay, na Cidade de Nova Iorque, onde manteve residência por mais de 60 anos, dedicou um jardim em seu nome em 1997. Após a morte de Hepburn em 2003, o cruzamento da East 49th Street com a 2nd Avenue foi renomeado para "Katharine Hepburn Place". Três anos depois, o Bryn Mawr College, alma mater de Hepburn, lançou o Katharine Houghton Hepburn Center. É dedicado tanto à atriz quanto à sua mãe, e incentiva as mulheres a abordar questões importantes que afetam seu gênero. O centro concede a Medalha Katharine Hepburn anual, que "reconhece as mulheres cujas vidas, trabalhos e contribuições incorporam a inteligência, o impulso e a independência da atriz quatro vezes vencedora do Oscar" e cujas premiadas "são escolhidas com base em seu compromisso e contribuições para as maiores paixões das mulheres e de Hepburn – engajamento cívico e artes". O Centro de Artes Culturais Katharine Hepburn foi inaugurado em 2009 em Old Saybrook, a localização da casa de praia da família Hepburn, que ela amava e possuiu mais tarde. O edifício inclui um espaço para performances e um museu focado em Katharine Hepburn.
A biblioteca da Academia de Artes e Ciências Cinematográficas e a Biblioteca Pública de Nova Iorque possuem coleções de documentos pessoais de Hepburn. Seleções da coleção de Nova Iorque, que documenta a carreira teatral de Hepburn, foram apresentadas em uma exposição de cinco meses, "Katharine Hepburn: In Her Own Files", em 2009. Outras exposições foram realizadas para mostrar a carreira de Hepburn. "One Life: Kate, A Centennial Celebration" foi realizada na Galeria Nacional de Retratos em Washington, de novembro de 2007 a setembro de 2008. Universidade de Kent exibiu uma seleção de seus figurinos de cinema e teatro de outubro de 2010 a setembro de 2011 em "Katharine Hepburn: Dressed for Stage and Screen". Hepburn também foi homenageada com seu próprio selo postal como parte da série de selos "Legends of Hollywood". Em 2015, o Instituto Britânico de Cinema realizou uma retrospectiva de dois meses do trabalho de Hepburn.

### Caracterizações
Hepburn é o tema de uma peça composta somente por uma mulher, "Tea at Five", escrita por Matthew Lombardo. O primeiro ato apresenta Hepburn em 1938, depois de ser rotulada como "veneno de bilheteria", e o segundo ato em 1983, onde ela reflete sobre sua vida e carreira. A peça estreou em 2002 no Hartford Stage. Hepburn foi retratada em "Tea at Five" por Kate Mulgrew, Tovah Feldshuh, Stephanie Zimbalist, e Charles Busch. Uma versão revisada da peça, eliminando o primeiro ato e expandindo o segundo, estreou em 28 de junho de 2019, no Huntington Theatre de Boston, com Faye Dunaway interpretando Hepburn. Feldshuh também apareceu como Hepburn em "The Amazing Howard Hughes" ("O Incrível Howard Hughes"), um telefilme de 1977, enquanto Mearle Ann Taylor mais tarde a retratou em "The Scarlett O'Hara War" ("A Guerra de Scarlett O'Hara"), de 1980. No filme biográfico de Howard Hughes, "O Aviador" (2004), dirigido por Martin Scorsese, Hepburn foi interpretada por Cate Blanchett, o que lhe rendeu um Oscar de melhor atriz secundária. Isso marcou a primeira vez que uma atriz que interpretava uma atriz já vencedora do Oscar, ganhou um Oscar.

## Filmografia
Durante sua carreira de 66 anos, Hepburn apareceu em 44 longas-metragens, 8 telefilmes e 33 peças. Sua carreira no cinema incluiu uma variedade de gêneros, incluindo comédias malucas, dramas de época e adaptações de obras dos principais dramaturgos estadunidenses. Ela apareceu nos palcos em todas as décadas de 1920 a 1980, interpretando peças de Shakespeare e Shaw, e um musical da Broadway.

## Principais prêmios e indicações
Hepburn ganhou quatro Oscars, o número recorde para um artista, e recebeu um total de 12 indicações de Melhor Atriz — um número superado apenas por Meryl Streep . Hepburn também detém o recorde de maior intervalo de tempo entre a primeira e a última indicação ao Oscar, com 48 anos. Ela recebeu dois prêmios e cinco indicações do BAFTA, um prêmio e seis indicações do Emmy, oito indicações ao Globo de Ouro, duas indicações ao Tony, e prêmios do Festival de Cannes, Festival de Veneza, Associação de Críticos de Nova Iorque, People's Choice, e outros. Hepburn foi introduzida no American Theatre Hall of Fame em 1979. Ela também ganhou um Prêmio de Contribuição em Vida do Screen Actors Guild em 1979, e recebeu o Prêmio Kennedy, que reconhece uma vida de realizações nas artes, em 1990.
Hepburn foi reconhecida pela Academia de Artes e Ciências Cinematográficas pelas seguintes performances:
- Oscar (Estados Unidos)

| Ano  | Categoria    | Filme                                                                                 | Resultado |
| ---- | ------------ | ------------------------------------------------------------------------------------- | --------- |
| 1934 | Melhor Atriz | Manhã de Glória                                                                       | Venceu    |
| 1936 | Melhor Atriz | A Mulher Que Soube Amar                                                               | Indicada  |
| 1941 | Melhor Atriz | Núpcias de Escândalo                                                                  | Indicada  |
| 1943 | Melhor Atriz | A Mulher do Dia                                                                       | Indicada  |
| 1952 | Melhor Atriz | Uma Aventura na África                                                                | Indicada  |
| 1956 | Melhor Atriz | Quando o Coração Floresce                                                             | Indicada  |
| 1957 | Melhor Atriz | Lágrimas do Céu                                                                       | Indicada  |
| 1960 | Melhor Atriz | De Repente, no Último Verão                                                           | Indicada  |
| 1963 | Melhor Atriz | Longa Jornada Noite Adentro                                                           | Indicada  |
| 1968 | Melhor Atriz | Adivinhe Quem Vem Para Jantar                                                         | Venceu    |
| 1969 | Melhor Atriz | O Leão no Inverno (dividido com Barbra Streisand por "Funny Girl: Uma Garota Genial") | Venceu    |
| 1982 | Melhor Atriz | Num Lago Dourado                                                                      | Venceu    |